# Мукасараси, Годелив
Годелив Мукасараси (руанда Godeliève Mukasarasi; род. 1959, Муханга) — руандийская социальная работница, пережившая геноцид, затем активистка по развитию сельской местности в стране. Она создала организацию «Севота», поддерживающую вдов и их детей, пострадавших от геноцида. В 2018 году она была удостоена Международной ежегодной женской премии госсекретаря США «За храбрость» за свою деятельность.

## Биография
Годелив Мукасараси родилась в руандийском городе Гитарама (современная Муханга), где она впоследствии трудилась социальным работником. После геноцида в Руанде в 1994 году она основала организацию «Севота», оказывающую помощь вдовам и сиротам в отстаивании своих социально-экономических прав. Организация делает акцент на создании «безопасных пространств» для коммуникации переживших геноцид и физического отдыха детей, она базируется на территории коммуны Таба.
В 1996 году её муж Эммануэль Рудасингва и дочь были убиты вооружённой бандой. В своих показаниях Мукасараси обвинила в нападении хуту, недавно вернувшихся из Заира, в качестве мотива она назвала месть за разговоры её мужа с представителями Международного трибунала по Руанде. Сама Мукасараси была запугана, но она нашла четырёх человек, которые были готовы дать показания.

## Признание
За свою деятельность Мукасараси была удостоена множества национальных и международных наград. В октябре 1996 года она получила премию за женскую инициативность в сельской жизни от Фонда всемирного женского саммита, а также премию имени Венераранды Нзамбазамарии за индивидуальную роль в продвижении позитивного образа женщин. В 2004 году Мукасараси была удостоена премии свободы Джона Хамфри Международным центром по правам человека и демократическому развитию, а также гранта в размере 30 000 канадских долларов, что позволило ей отправиться в турне по канадским городам для продвижения своей деятельности. Кэтлин Махони, председатель правления этого центра, заявила в пресс-релизе, что «благодаря своему мужеству, энтузиазму и непоколебимой решимости [Мукасараси] удалось завоевать доверие жертв изнасилований и сексуального насилия, особенно женщин, заразившихся ВИЧ-СПИДом, а также нарушить молчание и помочь этим женщинам добиться справедливости».
Одина Дерош поблагодарила Мукасараси в Палате общин Канады от имени Квебекского блока за её «ключевую роль в нарушении молчания и документировании преступлений сексуального насилия для Международного уголовного трибунала по Руанде».
В 2018 году она была удостоена Международной ежегодной женской премии госсекретаря США «За храбрость», которую ей вручила Мелания Трамп.